# Форум з енергетичної безпеки

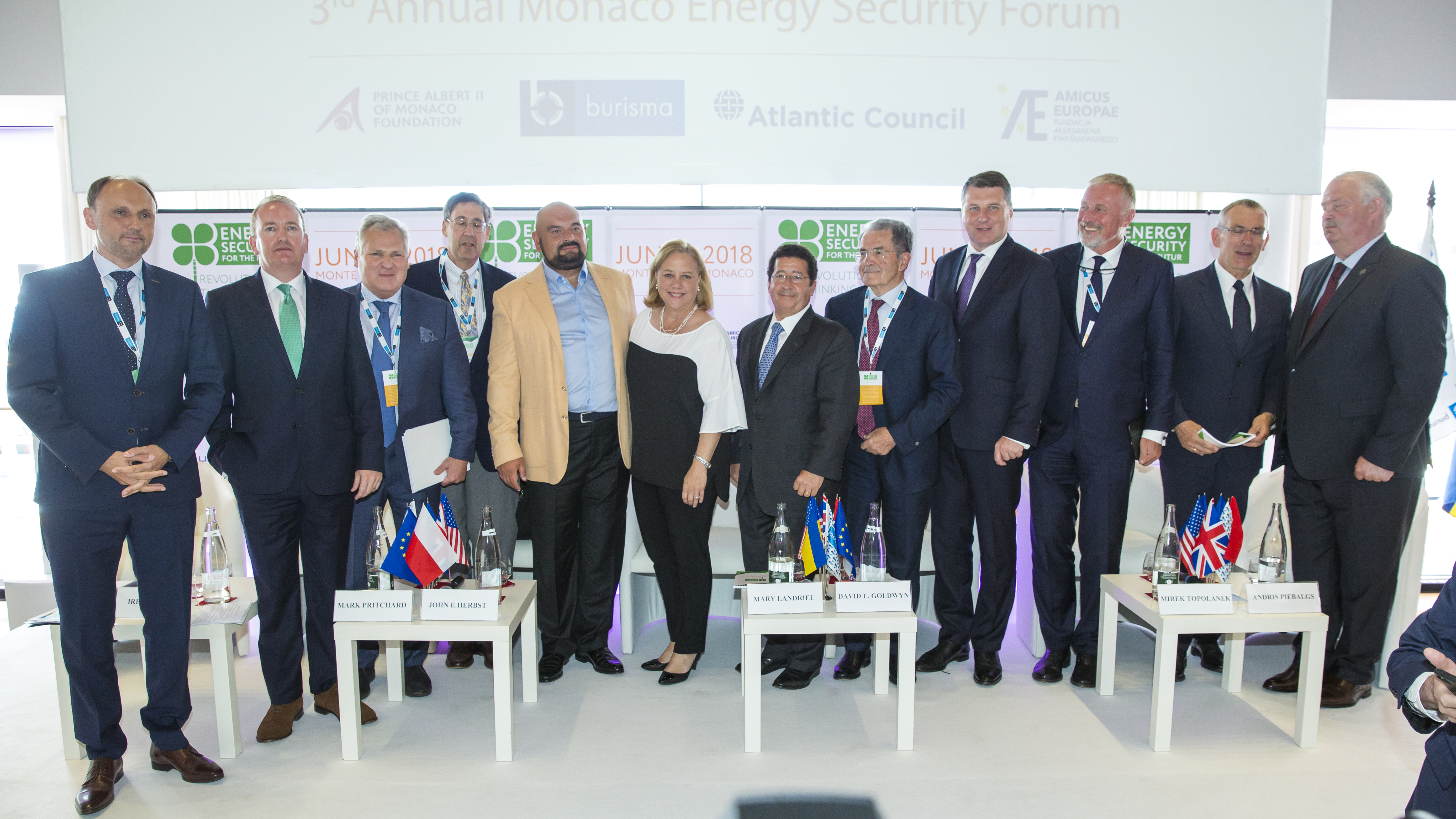
Спікери та гості форуму, 2018

Міжнародний Форум з Енергетичної Безпеки заради Майбутнього (англ. Energy Security for the Future або ESF) — ініціатива з питань енергетичної безпеки задля популяризації альтернативних джерел енергії в Європі. Форум засновано 2016 року Князем Монако Альбером II (Prince Albert II of Monaco Foundation), Фондом Олександра Кваснєвського Amicus Europae і газовидобувною компанією Burisma Group. Засновниками Форуму є Князь Монако Альбер II, Микола Злочевський та Олександр Кваснєвський. Голова організаційного комітету Форуму — Вадим Пожарський.
Форум є відкритим дискусійним майданчиком з питань енергетичної безпеки та просування альтернативних джерел енергії. Він закликає до тісної співпраці між країнами, організаціями та представниками громадського суспільства для розв'язання спільних проблем енергетичної безпеки та формування безпечного енергетичного майбутнього.

## Історія
Перший форум відбувся 2 червня 2016 року в Монте-Карло, Монако. Форум відвідали 150 гостей.
Другий форум відбувся 2 червня 2017 року, третій — 1 червня 2018 року.

## Учасники та теми

### 2016
2016 року форум відвідали Александр Кваснєвський (президент Польщі у 1995—2005), Йошка Фішер (віцеканцлер Німеччини 1998—2005), Андріс Пібалгс (комісар Євросоюзу з питань енергетики 2004 і 2009), Ті Джей Глаутьер (заступник міністра енергетики США 1999—2001, Гантер Байден, Іренеуш Біл (директор Фонду Олександра Кваснєвського Amicus Europae), представник Єврокомісії з питань енергетики Жан-Арнольд Вінуа.
2016 року форум став також платформою для презентації англомовної версії книги польського публіциста Мачея Ольхави «Mission Ukraine», де представлено бачення Європи й місця в ньому України. Видання розкриває деталі Місії Кокса-Кваснєвського, яка відіграла ключову роль в період Революції гідності в Україні.

### 2017
2017 року форум відвідало 250 гостей. Основна сесія була присвячена обговоренню інституційних факторів у створенні стратегії енергетичної безпеки Європи, участь у ній взяли Віцепрем'єр-міністр України Володимир Кістіон, Джозеф Кофер Блек, директор антитерористичного центру ЦРУ (1999—2002 рр.) і посол з особливих доручень по боротьбі з тероризмом (2002—2004), Андріс Пієбалгс, європейський комісар з енергетики у 2004 та 2009 рр., Джон Едвард Гербст, директор Євразійського Центру ім. Діну Патрічіу при Атлантичній Раді США (Atlantic Council) і Посол США в Україні (2003—2006).
Українську урядову делегацію на Форум очолив віцепрем'єр України Володимир Кістіон. Верховну Раду на Форумі представляла голова комітету ВРУ з питань податкової та митної політики, народний депутат Ніна Южаніна, а Міністерство енергетики та вугільної промисловості — Наталія Бойко, заступник міністра з питань європейської інтеграції. Також з української сторони участь у Форумі взяли представники Посольства України у Франції, Кабінету міністрів України, міністерств і відомств.

### 2018
Темою форуму стали зміни та впровадження новітніх технологій. Економічні відносини, енергетика і політика зазнають одні з наймасштабніших змін в історії. Економічна діяльність світових лідерів змінює загальноприйняті погляди на ведення бізнесу, на світогляд і моделі життєдіяльності.

## Партнери
Для просування своєї місії Форум працює з Фондом Олександра Кваснєвського «Amicus Europae» щодо розвитку Європейської політики сусідства, з особливим акцентом в Україні й Білорусі та сприянні трансатлантичного діалогу. 2018 одним зі співорганізаторів Форуму стала Атлантична Рада США.
Форум співпрацює з Електромобільним Марафоном та постійно підтримує альтернативні енергетичні проєкти та ініціативи, які сприяють енергетичній безпеці України та Європи.